# Luena (Haut-Lomami)
Pour les articles homonymes, voir Luena.
Luena, est une localité du territoire de Bukama de la province du Haut-Lomami en république démocratique du Congo.

## Géographie
La localité est située sur la route nationale 1 à 171 km au sud-ouest du chef-lieu provincial Kamina.

## Administration
Localité de 29 842 électeurs recensés en 2018, elle a le statut de commune rurale de moins de 80 000 électeurs, elle compte 7 conseillers municipaux en 2019.

## Économie
- Charbonnages de la Luena